# Evgeniya Ivanova
Evgeniya Andreyevna Ivanova (em russo:  Евгения Андреевна Иванова; Gorky, 27 de julho de 1987) é uma jogadora de polo aquático russa, medalhista olímpica.

## Carreira
Ivanova disputou duas edições de Jogos Olímpicos pela Rússia: 2012 e 2016. Seu melhor resultado foi a medalha de bronze nos Jogos do Rio de Janeiro.